# Saint-Germain-de-Martigny
Saint-Germain-de-Martigny é uma comuna francesa na região administrativa da Normandia, no departamento Orne. Estende-se por uma área de 3,79 km². Em 2010 a comuna tinha 83 habitantes (densidade: 21,9 hab./km²).